# Velpke
Velpke est une commune d'Allemagne de l'est de la Basse-Saxe dans l'arrondissement de Helmstedt. 

## Municipalité
Outre le bourg de Velpke, la municipalité comprend les villages de Meinkot et Wahrstedt.

## Histoire
La commune a été mentionnée pour la première fois dans un document officiel en 1160 sous le nom de Vilebeke.